# Korsko odijelo
Korsko odijelo je odijelo koje nose katolički klerici, napose biskupi i kanonici prilikom liturgijskih slavlja.

## Odijelo
Početci korskog odijela javili su se u 5. stoljeću, a jače se razvijaju od 12. stoljeća. 
Osnovno korsko odijelo čine:
- reverenda ili habita
- roketa.

Biskupi, drugi prelati i kanonici još oblače iznad rokete mocetu te na nju pektoral, a na glavu se stavlja biret. Kanoničke mocete se razlikuju ovisno o pojedinim kaptolima te njihovim povlasticama. Boja korskog ruha (reverende i mocete) ovisi o službi koju pojedinac nosi. Biskupi nose odijelo ružičaste, a kardinali crvene boje.
|                                                    | Papa - reverenda bijele boje, od svile - pojas bijeli sa zlatnim resama ili kićankama, na kojoj se nalazi papinski grb - roketa - moceta od crvene svile za bijelim vunenim obrubima - pektoralni križ na zlatnoj vrpci - solideo bijele boje |
|                                                    | Kardinali - reverenda crvene boje - pojas crvene boje s crvenim resama - roketa - moceta ili cappa magna crvene boje - pektoralni križ na crveno-zlatnoj vrpci - solideo crvene boje od svile - biret crvene boje od svile                    |
|                                                    | Nadbiskupi i biskupi - reverenda ružičaste boje - pojas ružičaste boje s ružičastim resama - roketa - moceta ili cappa magna ružičaste boje - pektoralni križ na zeleno-zlatnoj vrpci - solideo ružičaste boje - biret ružičaste boje         |
|                                                    | Prelat Rimske kurije - reverenda ružičaste boje - pojas ružičaste boje - roketa - mantelet - biret crne boje s ružičastim lukom |
|                                                    | Svećenik monsinjor - reverenda ružičaste boje - pojas ružičaste boje - roketa - biret crne boje s ružičastim obrubom |
|                                                    | Kanonici - reverenda crne boje s ružičastim dugmićima i obrubom - pojas ružičaste boje s ružičastim resama - roketa - biret crne boje s ružičastim obrubom                                                                                    |
| monsignore senza cappa magna e con talare paonazza | Svećenici, đakoni - reverenda crne boje - pojas crne boje s crnim resama - roketa - biret crne boje |